# Tlamoun nilský
Tlamoun nilský (Oreochromis niloticus), také tilapie nilská nebo okounovec nilský je druh sladkovodní ryby z čeledi vrubozubcovití (Cichlidae).

## Popis
Tilápie nilská má výrazné, pravidelné a svislé pruhy, které se táhnou od hlavy až k ocasní ploutvi. Dospělí dosahují délky až 60 cm a váží až 4,3 kg. Dožívá se až devíti let. Hřbetní ploutev je celistvá a táhne se od hlavy až po ocas, má 15–18 tvrdých a 11–13 měkkých paprsků. Samci jsou modravě růžoví, někdy s tmavým hrdlem, břichem a análními ploutvemi. Samice jsou obvykle nahnědlé, stříbřitě bílé s přibližně 10 tenkými svislými pruhy. Má cykloidní šupiny a homocerkní ocasní ploutev.

## Výskyt
Přirozeně se vyskytuje v Africe, kde je rozšířena v řekách a jezerech od Egypta na jih po Súdán a Etiopii a na západ přes Čad, Středoafrickou republiku, Nigérii, Ghanu, Mali až po Senegal. Přirozeně žije i v Izraeli, ale četné populace žijí i mimo oblast původního výskytu (např. v Brazílii).

## Prostředí
Tilápie je bentopelagická ryba žijící ve sladkých vodách, ale dokáže přežít i v brakické vodě. Vyskytuje se v široké škále sladkovodních stanovišť, jako jsou řeky, jezera, kanalizační a zavlažovací kanály. Vyskytuje se v hloubkách od 0 do 20 metrů. Preferuje teplejší vody a dokáže přežít teploty od 8 do 42 °C, přičemž přirozený přirozený teplotní rozsah je 14–33 °C. Aktivní je zejména přes den.
Ve východní Africe jsou hlavními hrozbami pro tento druh hybridizace a místní nadměrný rybolov. Na Blízkém východě tilápie čelí ztrátám stanovišť způsobeným odběrem vody.

## Potrava
Tilápie je všežravá. Hlavní potravou je fytoplankton a bentické řasy, ale živí se i larvami komárů, což ji činí možným nástrojem v boji proti malárii v Africe. Mláďata mají tendenci být všežravější než dospělci.

## Rozmnožování
Reprodukce probíhá pouze při teplotách nad 20 °C. V době tření samec vykopává hnízdo (jamku) ve dně mělké vody a páří se s několika samicemi. Po krátkém rituálu páření se samice přesune do hnízda a vypustí jikry, které samec oplodní, a samice je poté sebere a inkubuje je v ústech (většinou týden), kde zůstanou, dokud se z nich nevylíhnou larvy a nespotřebují žloutkový váček. Samice může nosit v ústech až 200 jiker. Ve volné přírodě dosahují pohlavní dospělosti v 10–12 měsících, na rybích farmách s dobrými podmínkami už v 3–5 měsících.

## Význam
Tilápie nilská je jednou z nejrozšířenějších a nejvýznamnějších ryb v tropické sladkovodní akvakultuře. Hlavní výhodou tilapie jsou její relativně nízké produkční náklady, odolnost, rychlý růst, snadná šlechtitelnost a kvalita masa.
Jedná se o vysoce invazivní rybu (hlavně díky efektivní reprodukci, odolnosti a hybridizaci s dalšími druhy), která postihuje zejména tropické ekosystémy, kde znečišťuje a narušuje rovnováhu vodního sloupce. Většina zamoření je výsledkem akvakultury.
Příbuzná Oreochromis mossambicus byla v roce 2000 Mezinárodní unií pro ochranu přírody IUCN zařazena mezi 100 nejhorších invazních druhů světa.

## Tlamoun nilský v Česku
Do ČR  bylo dovezeno v roce 1985 ze Súdánu asi 60 juvenilních jedinců této ryby, kteří byli rozděleni mezi akvaristy. Devět exemplářů bylo předáno do státního rybářství České Budějovice. Ti se stali základem produkčního chovu v ČR.  V roce 1986 byly přemístěni do rybí farmy v Tisové. Roční produkce činí téměř 40 tun, většinou pro import. Došlo k ojedinělým únikům tohoto druhu do volné přírody, což dokladují úlovky na udici. V roce 1995 byl uloven tlamoun nilský v Ohři u Kadaně a v nádrži Nechranice. Kromě tlamouna nilského se u nás konaly pokusy s produkčním chovem dalších afrických druhů rodu Oreochromis (O. aureus, O. mossambicus, O. urolepis), které se však neuplatnily.